# Tramway de Tcherepovets

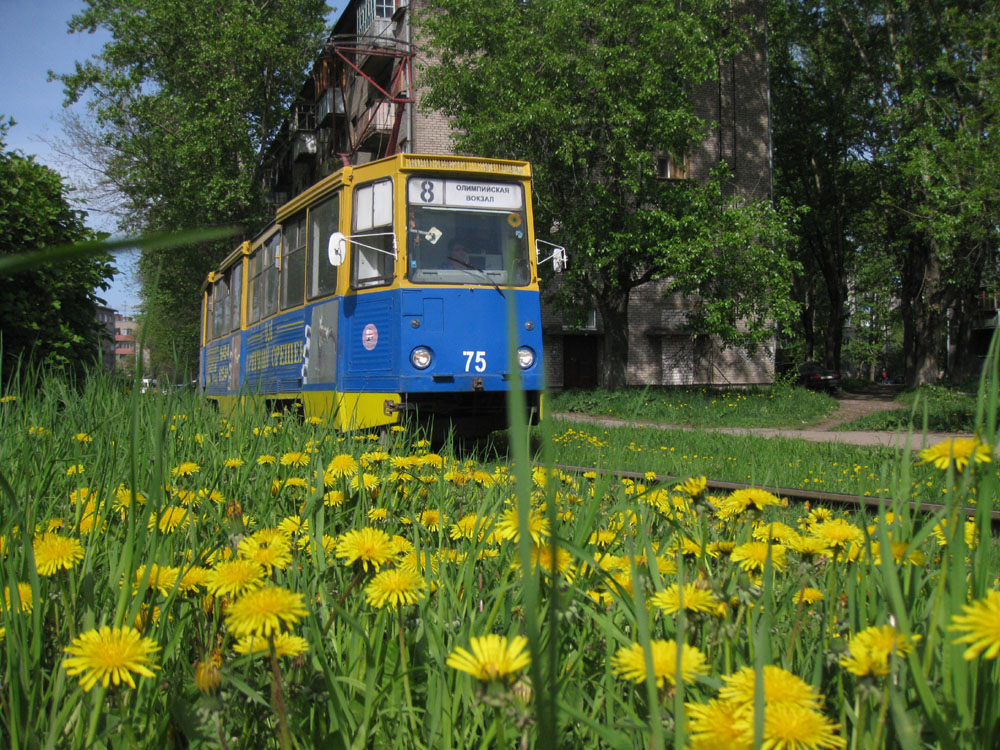
Rame de la ligne 8 du tramway de Tcherepovets

Le tramway de Tcherepovets est le réseau de tramways de la ville de Tcherepovets, dans l'oblast de Vologda, en Russie. Il comporte trois lignes, mais la ville a exploité jusqu'à cinq lignes dans les années 1980. Le réseau est officiellement mis en service le 19 octobre 1956.